# Baron Clydesmuir
Baron Clydesmuir, of Braidwood in the County of Lanark, ist ein erblicher britischer Adelstitel in der Peerage of the United Kingdom.
Der Titel wurde am 5. März 1948 dem Unionist-Party-Politiker Sir John Colville verliehen, anlässlich seines Ausscheidens aus dem Amt des Gouverneurs von Bombay.
Aktueller Titelinhaber ist seit 1996 dessen Enkel als 3. Baron. Familiensitz der Barone ist Langlees House bei Biggar in South Lanarkshire.

## Liste der Barone Clydesmuir (1948)
- John Colville, 1. Baron Clydesmuir (1894–1954)
- Ronald Colville, 2. Baron Clydesmuir (1917–1996)
- David Colville, 3. Baron Clydesmuir (* 1949)

Titelerbe (heir apparent) ist der älteste Sohn des aktuellen Titelinhabers, Hon. Richard Colville (* 1980).